# كنعان بيل
كنعان بيل (بالإنجليزية: Kenan Bell) هو رابر أمريكي، ولد في 26 نوفمبر 1984 في لوس أنجلوس في الولايات المتحدة.

## وصلات خارجية
- الموقع الرسمي